# جيمي هايغ
جيمي هايغ (بالإنجليزية: Jimmy Haig)‏ هو لاعب دوري الرغبي نيوزلندي، ولد في 7 ديسمبر 1924 في برستنبانز في المملكة المتحدة، وتوفي في 28 أكتوبر 1996 في دنيدن في نيوزيلندا.